# TT 7 (Paralympics)
TT 7 (auch generisch Class 7 oder Klasse 7) ist eine Startklasse der paralympischen Sportarten für Sportler im Tischtennis.
Die Zugehörigkeit von Sportlern zur Startklasse ist wie folgt skizziert:
- sehr starke Defekte der Beine, damit verbunden, schlechte statische und dynamische Balance, oder
- starke bis mäßige Defekte des Spielarmes, oder
- gemäßigte Cerebralparese, mit Beeinträchtigung des Spielarmes und der Beine.

Die Klasseneinteilung TT 1 – TT 10 kennzeichnet den für Tischtenniswettbewerbe wettbewerbsrelevanten Grad der funktionellen Körperbehinderung eines Sportlers. Niedrige Klassenziffern zeigen einen höheren Grad der Beeinträchtigung an als hohe Klassenziffern. Sportler mit den Klassenziffern 1–5 starten sitzend (Rollstuhl), Sportler mit den Klassenziffern 6–10 stehend. Sportler mit intellektueller Beeinträchtigung starten in der Klasse TT 11.